# Paratetrapedia albilabris
Paratetrapedia albilabris är en biart som först beskrevs av Heinrich Friese 1917.  Paratetrapedia albilabris ingår i släktet Paratetrapedia och familjen långtungebin. Inga underarter finns listade i Catalogue of Life.